# Эктов, Александр Юрьевич
Алекса́ндр Ю́рьевич Э́ктов (род. 30 января 1996, Волоколамск, Московская область) — российский футболист, полузащитник клуба «Пари Нижний Новгород».

## Биография
Футболом начал заниматься в 9 лет в ДЮСШ города Волоколамск. Зимой 2008 года перешёл в «Мастер-Сатурн». 31 августа 2015 года пополнил ряды молодёжной команды столичных «армейцев».
Летом 2016 года стал игроком футбольного клуба «Долгопрудный». Дебют на профессиональном уровне состоялся 20 июля во встрече против столичного «Соляриса». Первый гол забил 9 октября в матче против ЦРФСО из Смоленска.
В июле 2019 года заключил контракт с ярославским «Шинником». 7 июля провёл первую игру за команду, выйдя на замену в игре против хабаровского СКА. 14 сентября впервые отличился голом за команду, забив мяч в ворота «Нефтехимика».
5 августа 2020 года перешёл в «Оренбург». 8 августа 2020 года состоялся дебют во 2-м туре ФНЛ против «Нефтехимика». 30 августа 2020 года забил свои дебютные мячи, оформив дубль в ворота астраханского «Волгаря». По итогам сезона клуб стал серебряным призёром ФНЛ и заслужил право участвовать в РПЛ, но команда не смогла пойти на повышение из-за неготовности стадиона. В следующем сезоне «Оренбург» завоевал бронзовые медали и, обыграв «Уфу» по сумме стыковых матчей, вышел в элитный дивизион. 16 июля 2022 года дебютировал в Российской премьер-лиге в матче против «Крыльев Советов».
7 июня 2023 года перешёл в «Краснодар». 27 июля 2023 года дебютировал за команду в кубковом матче против московского «Спартака».
7 августа 2024 года на правах аренды присоединился к клубу «Пари Нижний Новгород». На следующий день дебютировал за новый клуб, выйдя в основном составе в домашнем матче чётвертого тура против подмосковных «Химок», и отдал голевую передачу.
Летом 2025 года подписал полноценный контракт с «Пари Нижний Новгород».

## Статистика выступлений
| Выступление      | Выступление      | Выступление      | Лига | Лига | Кубки | Кубки | Стыковые матчи | Стыковые матчи | Итого | Итого |
| Клуб             | Лига             | Сезон            | Игры | Голы | Игры  | Голы  | Игры           | Голы           | Игры  | Голы  |
| ---------------- | ---------------- | ---------------- | ---- | ---- | ----- | ----- | -------------- | -------------- | ----- | ----- |
| Долгопрудный     | ПФЛ              | 2016/17          | 25   | 5    | 3     | 0     | —              | —              | 28    | 5     |
| Долгопрудный     | ПФЛ              | 2017/18          | 23   | 2    | 1     | 0     | —              | —              | 24    | 2     |
| Долгопрудный     | ПФЛ              | 2018/19          | 21   | 2    | 1     | 0     | —              | —              | 22    | 2     |
| Долгопрудный     | Итого            | Итого            | 69   | 9    | 5     | 0     | —              | —              | 74    | 9     |
| Шинник           | ФНЛ              | 2019/20          | 26   | 2    | 4     | 1     | —              | —              | 30    | 3     |
| Шинник           | ФНЛ              | 2020/21          | 1    | 0    | 0     | 0     | —              | —              | 1     | 0     |
| Шинник           | Итого            | Итого            | 27   | 2    | 4     | 1     | —              | —              | 31    | 3     |
| Оренбург         | ФНЛ              | 2020/21          | 32   | 3    | 0     | 0     | —              | —              | 32    | 3     |
| Оренбург         | Первый дивизион  | 2021/22          | 33   | 1    | 2     | 1     | 2              | 0              | 37    | 2     |
| Оренбург         | РПЛ              | 2022/23          | 25   | 3    | 6     | 0     | —              | —              | 31    | 3     |
| Оренбург         | Итого            | Итого            | 90   | 7    | 8     | 1     | 2              | 0              | 100   | 8     |
| Краснодар        | РПЛ              | 2023/24          | 12   | 0    | 6     | 0     | —              | —              | 18    | 0     |
| Краснодар        | РПЛ              | 2024/25          | 1    | 0    | 2     | 0     | —              | —              | 3     | 0     |
| Краснодар        | Итого            | Итого            | 13   | 0    | 8     | 0     | —              | —              | 21    | 0     |
| → Пари НН        | РПЛ              | 2024/25          | 23   | 1    | 2     | 0     | 2              | 0              | 27    | 1     |
| → Пари НН        | Итого            | Итого            | 23   | 1    | 2     | 0     | 2              | 0              | 27    | 1     |
| Всего за карьеру | Всего за карьеру | Всего за карьеру | 222  | 19   | 27    | 2     | 4              | 0              | 253   | 21    |

## Достижения
ЦСКА
- Бронзовый призёр молодёжного первенства России: 2015/16

«Долгопрудный»
- Серебряный призёр ПФЛ: 2015/16

«Оренбург»
- Серебряный призёр ФНЛ: 2020/21
- Бронзовый призёр Первого дивизиона: 2021/22

«Краснодар»
- Чемпион России: 2024/25
- Серебряный призёр чемпионата России: 2023/24
- Финалист Суперкубка России: 2024